# دمبا با
دمبا با (فرانسوی: Demba Ba‎؛ زادهٔ ۲۵ مهٔ ۱۹۸۵) بازیکن فوتبال اهل سنگال است.
او فوتبال حرفه‌ای را از تیم روان از سال ۲۰۰۵ شروع کرده، سپس به تیم «موزکرون» و پس از آن در سال ۲۰۰۷ با قراردادی ۳ میلیون یورویی به تیم هافنهایم پیوست، وی در سال ۲۰۱۱ با قراردادی شش‌ماهه به وستهام یونایتد منتقل شد، تیم بعدی دمبا با نیوکاسل بود که از سال ۲۰۱۱ تا ۲۰۱۳ در آن عضویت داشت، وی در ژانویه ۲۰۱۳ با قراردادی هفت و نیم میلیون پوندی به چلسی پیوست. دمبا با در ۱۶ ژوئیه ۲۰۱۴ با امضای قراردادی ۸ میلیون پوندی به بشیکتاش پیوست.
دمبا با ۱۹ بازی برای تیم ملی فوتبال سنگال و ۴ گل ملی نیز در کارنامه دارد.
دمبا با در تاریخ ۱۴ سپتامبر ۲۰۲۱ به‌طور رسمی از فوتبال خداحافظی کرد.

## افتخارات
- بازیکن ماه لیگ برتر فوتبال انگلستان - دسامبر ۲۰۱۱